# Ронки (Тренто)
Ронки је насеље у Италији у округу Тренто, региону Трентино-Јужни Тирол.
Према процени из 2011. у насељу је живело 143 становника. Насеље се налази на надморској висини од 688 м.